# آکینیوو
آکینیوو (انگلیسی: Akineyevo) یک شهرک در شهرستان کالتاسینسکی استان باشقیرستان کشور روسیه است.